# プラカシーオイル

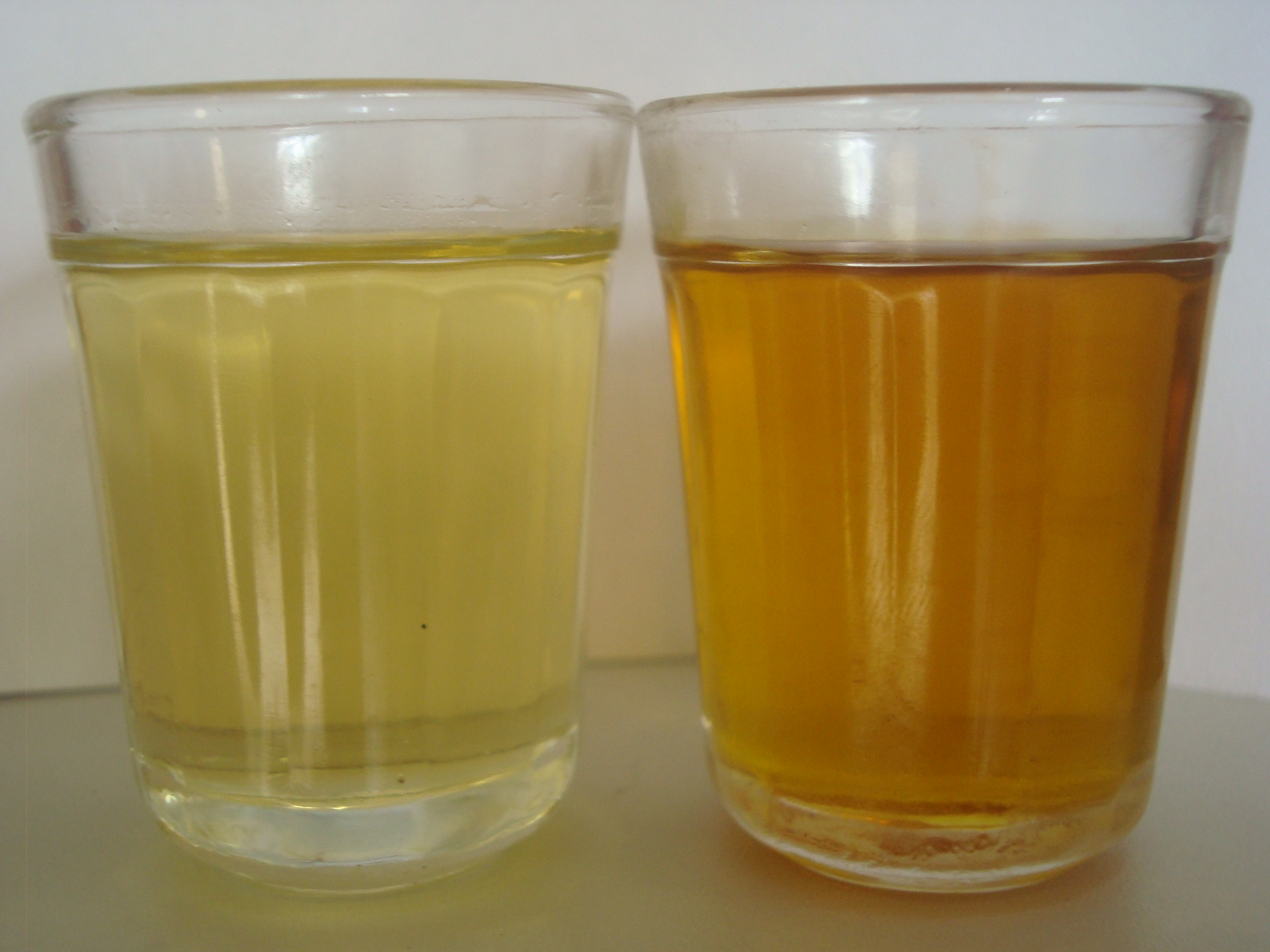
プラカシーオイル(Pracaxi oil)

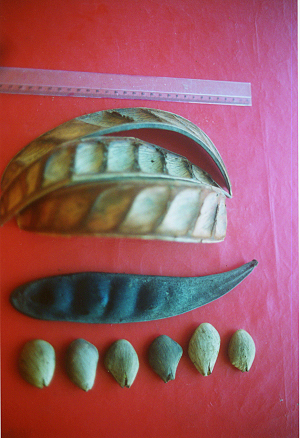
プラカシーの種子

プラカシーオイル（英語: pracaxi oil）、またはプラカシー油（）とは、アマゾンに自生する高さ35 mほどのペンタクレトラ属（Pentaclethra）マメ科の木の種子から得られる植物油である。

## 生産
アマゾン地域のベネズエラから南米北東部の湿潤熱帯地域に自生するペンタクレトラ属マメ科のペンタクレトラ・マクロロバ（P.macroloba）の木の種子からコールドプレス製法（低温圧搾法）によって抽出されている。

## 成分・用途
特に酸化されにくいオレイン酸や、リノール酸、及びベヘン酸が豊富に含まれる植物油である。
また、アンチエイジング成分であるレチノール（ビタミンA）やビタミンE等をはじめ、美白やヘアケア、エイジングケアに効果を発揮する成分も豊富に含んでいる。
アマゾンが生み出した奇跡のオイルとも呼ばれ、現地住民に古くから肌荒れや切り傷を修復する薬として、傷口の治療に用いており医薬にも利用されている。
ヘアコンディショナーの代替品としての化粧品も販売されている。